# Matthias Fekl
Matthias Fekl, né le 4 octobre 1977 à Francfort-sur-le-Main (Allemagne de l'Ouest), est un haut fonctionnaire et homme politique franco-allemand.
Membre du Parti socialiste, il a été député de la 2e circonscription de Lot-et-Garonne de 2012 à 2017. Il a aussi été secrétaire d'État chargé du Commerce extérieur, de la Promotion du tourisme et des Français de l'étranger de septembre 2014 à mars 2017, puis brièvement ministre de l'Intérieur de mars à mai 2017 après la démission de Bruno Le Roux, au sein des gouvernements Valls et Cazeneuve. Il a par ailleurs été conseiller régional d'Aquitaine puis de Nouvelle-Aquitaine de 2010 à 2021.
Candidat à sa réélection en 2017 en Lot-et-Garonne, il échoue à se faire réélire, et décide alors de revenir dans la vie civile. En 2019, il est élu président des Brasseurs de France, et depuis 2021, il exerce la profession d'avocat au sein du cabinet Audit-Duprey-Fekl qu'il a cofondé.

## Biographie

### Famille et formation
Matthias Fekl est né en Allemagne d'un père allemand et d'une mère française tous deux enseignants, le premier professeur de français, la seconde, d'allemand. Il possède les deux nationalités française et allemande,.
Il grandit à Berlin où il étudie au lycée français avant de continuer sa scolarité au lycée Henri-IV, à Paris. Il intègre l'École normale supérieure de Fontenay-Saint-Cloud (section langues vivantes), l'Institut d'études politiques de Paris (2001) puis l'École nationale d'administration (promotion Romain-Gary). Il est également titulaire de maîtrises en allemand et en philosophie[réf. à confirmer].

### Débuts
Il entre au Parti socialiste (PS) en 2001 et est d'abord proche de Bertrand Delanoë. Il s'engage ensuite dans À gauche, en Europe, un club de réflexion social-démocrate au sein duquel il se rapproche de Pierre Moscovici et de Dominique Strauss-Kahn.
Entre 2005 et 2010, il est conseiller au tribunal administratif de Paris.
Il est élu conseiller municipal de Marmande en 2008 et devient adjoint aux finances du maire Gérard Gouzes. Matthias Fekl est aussi conseiller régional d'Aquitaine et vice-président chargé du développement économique, de l'emploi et des entreprises. Opposé au cumul des mandats, il démissionne en 2012 du conseil municipal de Marmande et renonce à sa vice-présidence du conseil régional d'Aquitaine. Il est réélu simple conseiller régional de la région Nouvelle Aquitaine sans fonctions exécutives en décembre 2015.
Matthias Fekl est conseiller du président du Sénat, Jean-Pierre Bel, de 2011 à 2012.

### Député de laXIVelégislature
Lors des élections législatives de 2012, il arrive en tête du premier tour avec 35,09 % des suffrages. Au second tour, il l'emporte avec 53,65 % des voix exprimées face au député sortant Michel Diefenbacher, faisant de lui le plus jeune député d'Aquitaine. Sa suppléante est Régine Povéda, maire socialiste de Meilhan-sur-Garonne.
Le 28 juin 2012, il est nommé à la commission des Lois de l'Assemblée nationale, présidée par Jean-Jacques Urvoas. Il est également membre du groupe d'amitié franco-allemand. Matthias Fekl a aussi été chargé par le premier ministre Jean-Marc Ayrault d'un rapport sur le séjour des étrangers et l'immigration en France.
En 2013 il est intégré au programme « Young Leaders » de la French-American Foundation dont il se met en retrait dès sa nomination au gouvernement. Il est également membre de la promotion 2013 du programme « Young Leaders » de la France China Foundation.

### Membre du gouvernement
Le 4 septembre 2014, il est nommé secrétaire d'État chargé du Commerce extérieur, de la Promotion du tourisme et des Français de l'étranger, à la suite de la démission de Thomas Thévenoud et Régine Povéda lui succède à l'Assemblée nationale.
Secrétaire d'État chargé des négociations commerciales, il reproche le manque de transparence et propose l'open data sur tous les documents liés au Traité transatlantique (TTIP), ainsi que l'association des citoyens et des parlementaires aux négociations. Il met en garde les États-Unis sur l'absence de réciprocité, notamment l'accès à leurs marchés publics, aux marchés agricoles et agroalimentaires. Avec le ministre de l'Agriculture Stéphane Le Foll, il met en avant une « diplomatie des terroirs » et demande la reconnaissance des indications géographiques françaises. Il propose également la création d'une « Cour permanente internationale en matière d'investissement », qui marque une rupture avec le système d'arbitrage privé dans les différends investisseur-État, mesure soutenue par la suite par de nombreux dirigeants européens. Après plusieurs mois sans avancées significatives, il annonce le 30 août 2016 que la France souhaite « l'arrêt pur, simple et définitif » des négociations transatlantiques. Il continue à porter une réforme pour rendre plus démocratique la politique commerciale au niveau européen.
Dans le même sens, au niveau national, il présente au président de la République des propositions pour un « big bang institutionnel », afin de « repenser de fond en comble les institutions et les rendre plus démocratiques » aux côtés du secrétaire d'État chargé de l'Enseignement supérieur, Thierry Mandon. Ils proposent une réduction drastique du nombre de parlementaires avec un renforcement de leurs moyens d'expertise et de contrôle, l'élection de la moitié des députés à la proportionnelle, la création d'un pôle de contrôle et d'évaluation des politiques publiques, le recours plus régulier à la démocratie participative, l'interdiction du cumul des mandats dans le temps, la mise en place d'un statut de l'élu ainsi qu'un spoil system à la française pour reprendre en main le pouvoir politique sur la très haute administration. Plus globalement, face au désarmement des États dans la mondialisation, il défend un retour en force de la puissance publique.
Lors de l'élection régionale de 2015 en Aquitaine-Limousin-Poitou-Charentes, il figure en première place de la liste socialiste de Lot-et-Garonne. Il est élu conseiller régional.
En septembre 2016, il crée Movida, le « Mouvement pour la vie des idées et des alternatives » aux côtés de deux de ses collègues du gouvernement, Thierry Mandon et Christophe Sirugue. Ce nom fait écho à l’histoire espagnole, marquée par un mouvement culturel très fort post-franquisme. Movida réunit régulièrement des jeunes, des intellectuels, des élus, des sympathisants de gauche, et propose une démarche collective et ouverte afin d’alimenter le débat public et faire émerger des idées nouvelles pour rompre avec le néolibéralisme et refuser le social-libéralisme.
Lors des primaires de la gauche, avec une quarantaine de parlementaires, il invite les candidats et militants à « s'engager dans la bataille des idées au lieu de se livrer à des guerres d’ego ».
Après la victoire de Benoît Hamon à la primaire, il est chargé d'une « mission Agenda 2017 » dans le cadre de sa campagne présidentielle.
Le 21 mars 2017, Matthias Fekl accède au poste de ministre de l'Intérieur à la suite de la démission de Bruno Le Roux,. Il devient ainsi le plus jeune ministre de l'Intérieur sous la Ve République. Il perd ce titre de plus jeune ministre de l'Intérieur de la Cinquième République avec la nomination de Gérald Darmanin en juillet 2020, âgé à l'époque de 37 ans.
Durant son passage au ministère, il doit principalement gérer le mouvement social de 2017 en Guyane et la sécurité de l'élection présidentielle[réf. souhaitée]. Sous son ministère a lieu l'attentat du 20 avril 2017 sur l'avenue des Champs-Élysées.

### Après le gouvernement
Candidat à sa réélection lors des élections législatives de 2017, il est battu dès le premier tour.
Le 8 juillet 2017, il intègre la direction collégiale du PS.
Il rejoint ensuite le cabinet de lobbying Rivington,.
Début novembre 2017, il prête serment comme avocat, spécialisé dans le commerce extérieur. Il exerce au sein du département droit public du cabinet d'avocats d'affaires KGA. En janvier 2021, il devient associé-fondateur du cabinet Audit-Duprey-Fekl, spécialisé en conseil et en contentieux public et international et participe à la création de l'entreprise Equanim, plateforme dédiée à médiation, qui a participé à l'accord relatif au rapprochement entre Veolia et Suez.
En 2018, il soutient la candidature d'Olivier Faure pour le congrès d'Aubervilliers du PS.
En 2019, il devient président des Brasseurs de France.
Par ailleurs, il est l’un des invités réguliers du podcast Le Nouvel Esprit public, que présente Philippe Meyer sur Internet. Il est également chroniqueur au quotidien L'Opinion.
En 2023, il publie « Le dernier cortège de Fidel Castro » aux éditions Passés Composés, sur lequel il est interviewé par Baptiste Roger-Lacan dans la revue de géopolitique Le Grand Continent.

## Décoration
Le 13 juillet 2023, Matthias Fekl est nommé au grade de chevalier dans l'ordre national de la Légion d'honneur.

## Publications
- Rapport du groupe de travail de la Fondation Terra nova présidé par Olivier Duhamel et Olivier Ferrand avec Matthias Fekl pour rapporteur, Pour une primaire à la française, Terra Nova, août 2008, 59 p.
- Matthias Fekl, Marie Sirinelli, Julien Sorin et Eddy Fougier, Droit public, Paris, Ellipses, 28 octobre 2014, 416 p. (ISBN 978-2-340-00195-4)
- Matthias Fekl, Wladimir d'Ormesson et Jean-François Achilli, 2027 : deux jeunes élus confrontent leur vision de la France, Paris, Éditions du Moment, 28 octobre 2010, 190 p. (ISBN 978-2-35417-087-5)
- Matthias Fekl, Le dernier cortège de Fidel Castro, Paris, Éditions Passés Composés (groupe Humensis), 2023, 320p[42].